# Alfreton

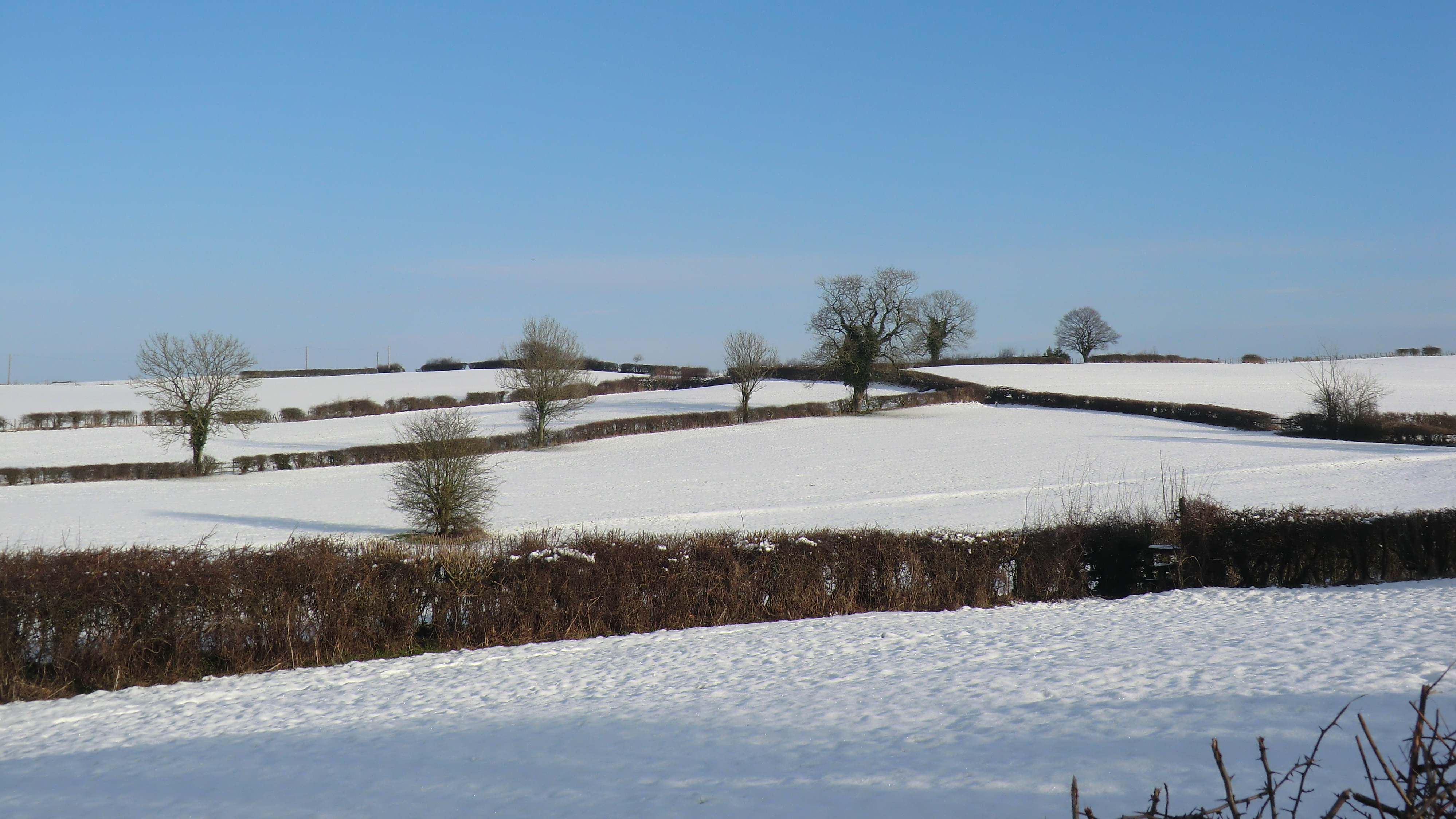
La campagne sous la neige avec des haies près d'Alfreton. Décembre 2014.

Alfreton est une ville et une paroisse civile anglaise située dans le district d'Amber Valley, dans le comté du Derbyshire. Elle était autrefois un manoir normand puis un district urbain. Sa population en 2001 était de 7 971 habitants. Les villages de Ironville, Riddings, Somercotes et Swanwick étaient traditionnellement intégrés  au district urbain, faisant passer le nombre d'habitants à près de 24 000.

## Sports
Le Alfreton Town Football Club joue ses matchs à Alfreton.

## Personnalités
- Alf Bentley (1887-1940), joueur de football, y est né.
- Roger Sacheverell Coke (1912-1972), compositeur et pianiste britannique, y est né.
- Jedediah Strutt (1726-1797), bonnetier et fileur de coton , y est né.